# 미국 저작권청

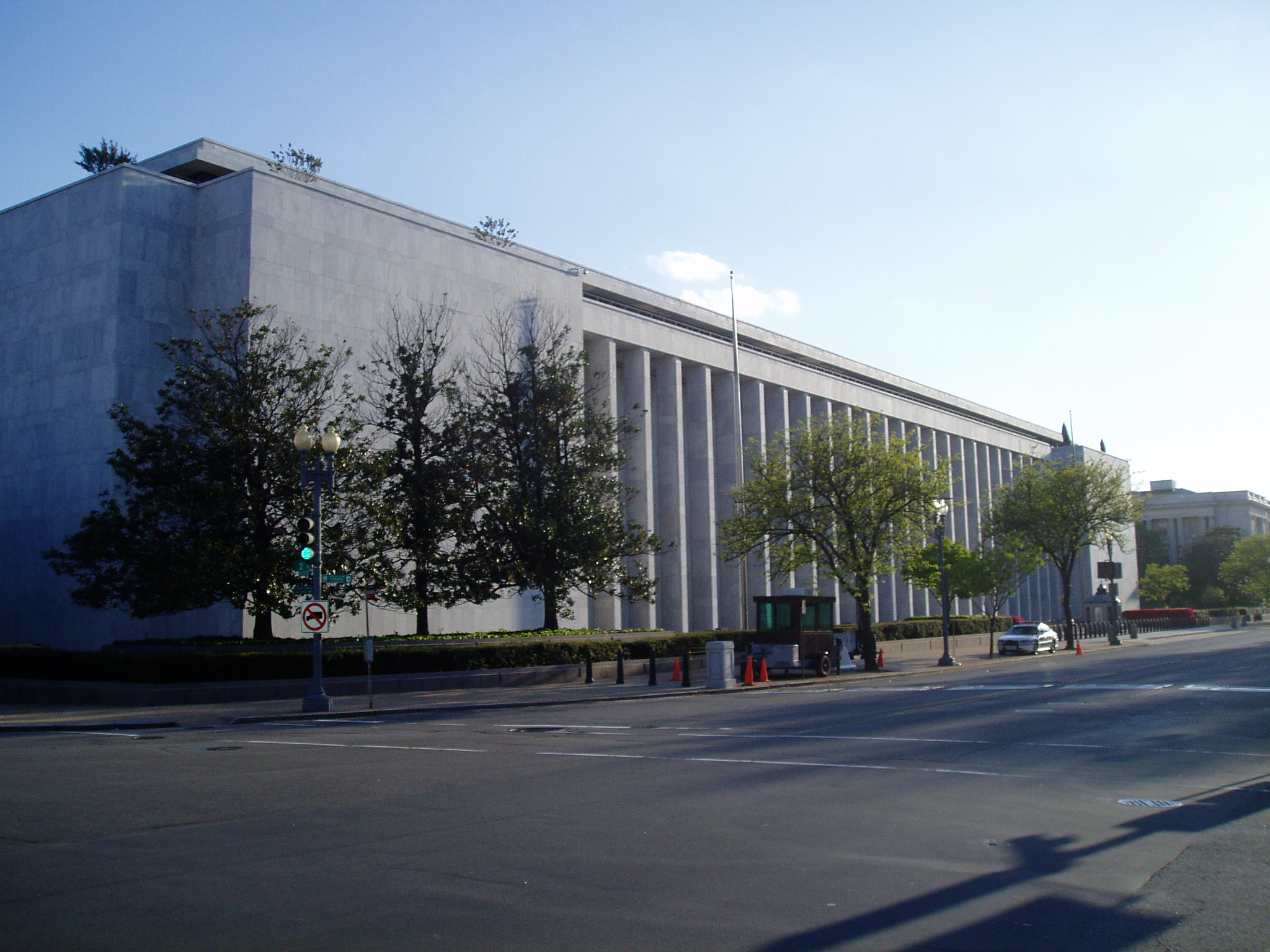
사무실이 있는 제임스 매디슨 기념관

미국 저작권청(United States Copyright Office, USCO)은 미국 의회도서관의 일부이며, 저작권 등록 신청을 접수하고, 저작권 소유권에 대한 정보를 기록하며, 대중에게 정보를 제공하고, 의회 및 기타 정부 기관이 광범위한 저작권 문제에 대해 지원하는 미국 정부 기관이다. 저작권 소유권 연구자들이 저작물의 소유권의 계승을 명확히 하는 데 사용하는 저작권 목록 내의 저작권 등록 및 기록된 문서에 대한 온라인 기록을 유지한다.
저작권청장이 저작권청을 이끈다. 시라 펄머터는 14대이자 가장 최근의 청장으로, 2020년 10월 26일부터 2025년 5월 10일까지 재직했다.
저작권청은 워싱턴 D.C. 인디펜던스 애비뉴 SE 101번지에 있는 의회도서관의 제임스 매디슨 기념관에 위치해 있다. 일반 대중에게 공개되지만, 공공 정보 사무실 및 저작권 공공 기록 열람실을 방문하려면 약속을 잡아야 한다.

## 역사
미국 헌법은 미국에서 광범위한 저작권법 시스템을 구축할 것을 규정한다. 최초의 연방 저작권법인 1790년 저작권법은 1790년 5월 31일에 제정되었으며, 서적, 지도, 해도만을 다루었다. 처음에는 미국 연방지방법원 서기관들이 저작권을 기록했다. 1790년 6월 9일, 펜실베이니아 미국 지방법원은 존 배리의 필라델피아 철자법 책을 첫 번째 저작물로 등록했다.
1870년, 저작권 업무는 당시 미국 의회도서관장이던 에인스워스 랜드 스포포드의 지시 아래 의회도서관에 중앙 집중화되었다. 1870년부터 1897년까지 의회도서관장은 저작권청장도 겸임했다. 저작권청은 1897년 2월 19일에 의회도서관의 별도 부서가 되었고, 토르발트 솔베르그는 1897년 7월 22일에 초대 저작권청장으로 임명되었다.
1909년 저작권법은 1909년 3월 4일 시어도어 루즈벨트 대통령에 의해 법률로 서명되었으며, 이는 추가적인 유형의 저작물로 보호를 확대했다.
1930년대에 저작권청은 토머스 제퍼슨 건물에서 현재의 존 애덤스 건물로 이전했으며, 1970년대에는 다시 현재의 제임스 매디슨 기념관으로 이전했다.
1976년 10월 19일, 제럴드 R. 포드 대통령은 1976년 저작권법에 서명했으며, 이 법은 1978년 1월 1일부터 발효되었다. 이 법은 저작권 보호 기간을 연장하고 연방 저작권 보호 범위에 포함되는 저작물의 유형을 다시 확대했으며, 이후 개정 사항과 함께 현재 효력을 발휘하는 저작권법이다.

## 해고
2025년 5월 10일 보도에 따르면 펄머터는 트럼프 행정부에 의해 해고되었다. 펄머터와 그녀의 사무실이 인공지능에 대한 장문의 보고서를 발표하여 AI 훈련에 저작권 자료 사용에 의문을 제기한 후에 해고가 이루어졌다.

## 기능
저작권청의 임무는 효과적인 국가 저작권 시스템을 관리하고 유지함으로써 창의성을 증진하는 것이다. 저작권 시스템의 목적은 항상 사회의 창의성을 증진하는 것이었지만, 저작권청의 기능은 다음을 포함하도록 확대되었다.

### 저작권법 관리
저작권청은 새롭고 독창적인 저작권 주장의 등록 및 오래된 저작권 주장의 갱신을 위해 제출된 모든 신청서와 제출물을 심사하여 저작권법 조항에 따른 등록 가능성을 결정한다. 또한 저작권 소유권과 관련된 문서를 기록한다. 그러나 1976년 저작권법은 저작권 소유권에 대한 등록을 대부분 선택 사항으로 만들었다. 1976년 법에 따르면 연방 저작권은 유형의 표현 매체에 원저작물을 고정하기만 하면 된다. 갱신은 의무가 아니며, 저작권 소유자는 언제든지 등록할 수 있다. 1976년 법은 등록 (또는 등록 거부)을 침해 소송의 필수 요건으로 만든다.
저작권청은 등록된 모든 저작물의 서지 설명과 저작권 사실을 기록한다. 저작권청이 유지하는 기록 보관소는 미국의 문화 및 역사 유산의 중요한 기록이다. 제임스 매디슨 기념관에 위치한 저작권 카드 목록은 약 4,500만 개의 개별 카드로 구성되어 있으며, 1870년부터 1977년까지 미국의 모든 저작권 등록을 색인한다. 1977년 이후의 기록은 1,600만 개 이상의 항목을 포함하는 온라인 데이터베이스를 통해 유지된다.
의회도서관의 서비스 부서로서 저작권청은 정부의 입법부 소속이며, 의회에 저작권 정책 자문을 제공한다. 의회의 요청에 따라 저작권청은 국가 및 국제 저작권 정책 개발에 의회에 자문하고 지원하며, 법률을 초안하고, 저작권 관련 문제에 대한 기술 연구를 준비한다.
미국 저작권청 실무 요약서는 저작권법 관리에서 저작권청의 실무를 문서화한다.
저작권청 서비스에 대한 새로운 수수료 일정은 2020년 3월 20일부터 발효되었다. 그 이전에는 저작권청의 수수료가 2014년에 마지막으로 업데이트되었다. 개정된 수수료는 특정 등록 및 기록 서비스와 일부 관련 서비스에 대해서만 인상되었으며, 다른 서비스는 수수료 인상이 없었다. 2014년 5월, 사무실은 "더 많은 갱신 신청 접수를 장려"하고 이를 통해 저작권 소유권에 대한 공공 기록 개선에 도움을 주기 위해 일부 갱신 신청 및 추가 수수료를 인하했다. 2020년에는 갱신 신청 수수료가 인상되었지만 추가 수수료는 동일하게 유지된다.

### 대중에게 정보 서비스 제공
저작권청은 저작권 및 기록된 문서에 대한 공개 정보 및 참고 서비스를 제공한다. 대중은 미국 저작권청 뉴스넷을 구독함으로써 저작권청의 발전에 대한 최신 정보를 얻을 수 있다. 뉴스넷은 무료 전자 메일링 리스트로, 가입자에게 청문회, 의견 제출 마감일, 새로운 규정 및 제안된 규정, 새로운 출판물 및 기타 관심 있는 저작권 관련 주제에 대한 주기적인 이메일 알림을 발행한다.

### 의회도서관에 필수 자료 제출 요청
1870년, 의회는 의회도서관에 저작권 시스템을 중앙 집중화하는 법률을 통과시켰다. 이 법은 공개적으로 배포된 저작물의 모든 저작권 소유자가 미국에 등록된 모든 저작물 (책, 소책자, 지도, 인쇄물, 악보 등)의 두 부를 의회도서관에 제출하도록 요구했다. 의회의 정보 요구를 충족시키면서 의회도서관은 세계 최대의 도서관이자 사실상의 미국 국립 도서관이 되었다. 1억 6천 2백만 권 이상의 서적, 사진, 지도, 영화, 문서, 음반, 컴퓨터 프로그램 및 기타 항목으로 구성된 이 보관소는 저작권 시스템의 운영을 통해 크게 성장했으며, 모든 저작권 작품의 제출물을 도서관으로 가져온다.
2023년 8월 29일, 미국 컬럼비아 특별구 항소법원은 저작권청이 1976년 저작권법 407조에 따라 더 이상 출판된 저작물의 사본을 요구할 수 없다고 판결했다. 이 조항은 이전에 사무실이 미국에서 출판된 모든 저작물의 사본 2부를 요구할 수 있도록 허용했었다. 법원은 이 조항이 헌법의 "수용 조항"에 따라 위헌이라고 판단했다. 이는 저작권 등록과 관련된 제출 요건이나 사무실을 통한 자발적인 사본 제출 등 저작권법의 다른 조항을 통해 제출 자료를 수집하는 사무실의 능력에는 영향을 미치지 않았다.

### 의무
저작권청은 관련 저작권 소유자, 산업 및 도서관 대표, 변호사 협회 및 기타 관련 당사자들과 저작권법 관련 문제에 대해 협의한다.
저작권청은 국제 저작권 연구소(International Copyright Institute)를 통해 해외에서 미국 창작물에 대한 저작권 보호 개선을 촉진한다. 1988년 의회에 의해 저작권청 내에 설립된 국제 저작권 연구소는 개발도상국 및 신흥 공업국의 고위 공무원에게 훈련을 제공하고 해외에서 효과적인 지적 재산권법 및 시행의 개발을 장려한다.
웹사이트에는 새로운 저작권 관련 법규 및 디지털 밀레니엄 저작권법(DMCA)과 온라인 저작권 침해 책임 제한법(OCILLA)에 따른 지정 대리인 목록과 임시 저작권 로열티 중재인 시스템인 저작권 중재 로열티 패널(CARP)에 대한 정보(현재 단계적으로 폐지되고 저작권 로열티 위원회로 대체되고 있음)가 있다.

## 같이 보기
- 저작권 목록